# CGS
CGS (centimetre-gram-second system) là hệ đơn vị của vật lý học dựa trên centimet như là đơn vị của chiều dài, gam là đơn vị khối lượng, và giây là đơn vị thời gian. Tất cả các đơn vị sử dụng trong cơ học có thể được xác định bằng các đơn vị cơ bản này. nhưng có một số cách khác nhau trong đó hệ thống CGS đã được mở rộng để bao gồm điện từ học.
Hệ thống CGS đã được thay thế phần lớn bởi các hệ MKS, dựa trên mét, kg. Sau đó đến lượt mình, hệ MKS lại được thay thế bằng hệ SI với sự mở rộng thêm các đơn vị như ampe, mol, candela và kelvin. Trong nhiều lĩnh vực khoa học và kỹ thuật, SI là hệ đơn vị duy nhất đang được sử dụng. Tuy nhiên, có một số nơi vẫn sử dụng hệ đơn vị CGS phổ biến.
Trong đo lường thuần túy cơ học kỹ thuật (bao gồm các đơn vị chiều dài, khối lượng, lực, năng lượng, áp suất....) sự khác biệt giữa CGS và SI là tương đối đơn giản, chỉ cần quy đổi chẳng hạn như 100 cm = 1 m, 1000 g = 1 kg. Ví dụ, trong hệ CGS đơn vị dùng để xác định lực là dyne bằng 1g.cm/s2, trong khi trong hệ SI đơn vị của lực là Newton bằng 1 kg.m/s2. Từ đó, ta dễ dàng thấy rằng 1dyne = 10−5 Newton.
Tuy nhiên, trong việc đo lường các đại lượng điện động lực học (các đơn vị bao gồm điện tích, từ trường, vôn....) thì sự chuyển đổi giữa hệ CGS và hệ SI là tương đối phức tạp.

## Lịch sử
Hệ thống CGS bắt nguồn từ một đề xuất năm 1832 của nhà toán học người Đức Carl Friedrich Gauss nhằm đặt ra một hệ thống các đơn vị tuyệt đối trên ba đơn vị cơ bản là chiều dài, khối lượng và thời gian. Gauss đã chọn các đơn vị là milimét, miligam và giây. Năm 1873, một ủy ban của Hiệp hội vì sự tiến bộ của khoa học Anh, bao gồm các nhà vật lý James Clerk Maxwell và William Thomson đã khuyến nghị việc áp dụng chung cm, gam và giây là cơ bản và để thể hiện tất cả các đơn vị điện từ dẫn xuất trong các đơn vị cơ bản này, sử dụng tiền tố "Đơn vị C.G.S của ...".
Kích thước của nhiều đơn vị CGS hóa ra không thuận tiện cho các mục đích thực tế. Ví dụ, nhiều vật thể hàng ngày có chiều dài hàng trăm hoặc hàng nghìn cm, chẳng hạn như con người, các căn phòng và các tòa nhà. Do đó, hệ thống CGS không bao giờ được sử dụng rộng rãi ngoài lĩnh vực khoa học. Bắt đầu từ những năm 1880 và xa hơn là vào giữa thế kỷ 20, CGS dần dần được quốc tế hóa, thay thế cho các mục đích khoa học bởi hệ thống MKS (mét – kilôgam – giây), hệ thống này sau đó được phát triển thành tiêu chuẩn SI hiện đại.
Kể từ khi quốc tế áp dụng tiêu chuẩn MKS vào thập niên 1940 và tiêu chuẩn SI vào thập niên 1960, việc sử dụng kỹ thuật các đơn vị CGS đã dần giảm sút trên toàn thế giới. Đơn vị SI được sử dụng chủ yếu trong các ứng dụng kỹ thuật và giáo dục vật lý, trong khi đơn vị Gaussian CGS thường được sử dụng trong vật lý lý thuyết, mô tả các hệ vi mô, tương đối tính điện động lực học và vật lý thiên văn. Các đơn vị CGS ngày nay không còn được chấp nhận trên hầu hết các tạp chí khoa học, nhà xuất bản sách giáo khoa hoặc cơ quan tiêu chuẩn, mặc dù chúng thường được sử dụng trong các tạp chí thiên văn như The Astrophysical Journal. Việc tiếp tục sử dụng các đơn vị CGS phổ biến trong từ học và các trường liên quan vì trường B và H có cùng đơn vị trong không gian trống và có nhiều khả năng gây nhầm lẫn khi chuyển đổi các phép đo đã công bố từ CGS sang MKS.
Các đơn vị gam và cm vẫn có ích như các đơn vị không cố định trong hệ SI, như với bất kỳ đơn vị nào khác tiền tố SI.
Bảng chuyển đổi từ hệ CGS sang SI
| Đại lượng  | Ký hiệu | Đơn vị CGS         | Viết tắt đơn vị CGS | Định nghĩa        | Quy ra hệ SI |
| ---------- | ------- | ------------------ | ------------------- | ----------------- | ------------ |
| Chiều dài  | L       | centimet           | cm                  | 1/100 of met      | = 10−2 m     |
| Khối lượng | m       | gam                | g                   | 1/1000 of kilogam | = 10−3 kg    |
| Thời gian  | t       | giây               | s                   | 1giây             | = 1 s        |
| Vận tốc    | v       | Centimet trên giây | cm/s                | cm/s              | = 10−2 m/s   |
| Lực        | F       | dyne               | dyn                 | g cm / s2         | = 10−5 N     |
| Năng lượng | E       | erg                | erg                 | g cm² / s2        | = 10−7 J     |
| Công suất  | P       | erg trên giây      | erg/s               | g cm2 / s3        | = 10−7 W     |
| Áp suất    | p       | barye              | Ba                  | g / (cm s2)       | = 10−1 Pa    |
| Độ nhớt    | η       | poise              | P                   | g / (cm s)        | = 10−1 Pa•s  |

### Các phần mở rộng khác nhau của hệ thống CGS đối với điện từ học
Bảng dưới đây cho thấy giá trị của các hằng số ở trên được sử dụng trong một số hệ thống CGS con phổ biến:
| Hệ thống                             | {\displaystyle k_{\rm {C}}}                     | {\displaystyle \alpha _{\rm {B}}}         | {\displaystyle \epsilon _{0}} | {\displaystyle \mu _{0}} | {\displaystyle k_{\rm {A}}={\frac {k_{\rm {C}}}{c^{2}}}} | {\displaystyle \alpha _{\rm {L}}={\frac {k_{\rm {C}}}{\alpha _{\rm {B}}c^{2}}}} | {\displaystyle \lambda =4\pi k_{\rm {C}}\epsilon _{0}} | {\displaystyle \lambda '={\frac {4\pi \alpha _{\rm {B}}}{\mu _{0}\alpha _{\rm {L}}}}} |
| ------------------------------------ | ----------------------------------------------- | ----------------------------------------- | ----------------------------- | ------------------------ | -------------------------------------------------------- | ------------------------------------------------------------------------------- | ------------------------------------------------------ | ------------------------------------------------------------------------------------- |
| Tĩnh điện CGS (ESU, esu, hoặc stat-) | 1                                               | c−2                                       | 1                             | c−2                      | c−2                                                      | 1                                                                               | 4π                                                     | 4π                                                                                    |
| Điện từ CGS (EMU, emu, hoặc ab-)     | c2                                              | 1                                         | c−2                           | 1                        | 1                                                        | 1                                                                               | 4π                                                     | 4π                                                                                    |
| Gaussian CGS                         | 1                                               | c−1                                       | 1                             | 1                        | c−2                                                      | c−1                                                                             | 4π                                                     | 4π                                                                                    |
| Lorentz–Heaviside CGS                | {\displaystyle {\frac {1}{4\pi }}}              | {\displaystyle {\frac {1}{4\pi c}}}       | 1                             | 1                        | {\displaystyle {\frac {1}{4\pi c^{2}}}}                  | c−1                                                                             | 1                                                      | 1                                                                                     |
| SI                                   | {\displaystyle {\frac {1}{4\pi \epsilon _{0}}}} | {\displaystyle {\frac {\mu _{0}}{4\pi }}} | {\displaystyle \epsilon _{0}} | {\displaystyle \mu _{0}} | {\displaystyle {\frac {\mu _{0}}{4\pi }}}                | 1                                                                               | 1                                                      | 1                                                                                     |

Ngoài ra, hãy lưu ý sự tương ứng sau của các hằng số trên với những hằng số trong Jackson và Leung:
{\displaystyle k_{\rm {C}}=k_{1}=k_{\rm {E}}}
{\displaystyle \alpha _{\rm {B}}=\alpha \cdot k_{2}=k_{\rm {B}}}
{\displaystyle k_{\rm {A}}=k_{2}=k_{\rm {E}}/c^{2}}
{\displaystyle \alpha _{\rm {L}}=k_{3}=k_{\rm {F}}}
Các phương trình Maxwell có thể được viết trong mỗi hệ thống này dưới dạng:
| Hệ thống              |                                                                                     |                                                        |                                                                                           | |
| --------------------- | ----------------------------------------------------------------------------------- | ------------------------------------------------------ | ----------------------------------------------------------------------------------------- | --- |
| CGS-ESU               | {\displaystyle \nabla \cdot {\vec {E}}^{\text{ESU}}=4\pi \rho ^{\text{ESU}}}        | {\displaystyle \nabla \cdot {\vec {B}}^{\text{ESU}}=0} | {\displaystyle \nabla \times {\vec {E}}^{\text{ESU}}=-{\dot {\vec {B}}}^{\text{ESU}}}     | {\displaystyle \nabla \times {\vec {B}}^{\text{ESU}}=4\pi c^{-2}{\vec {J}}^{\text{ESU}}+c^{-2}{\dot {\vec {E}}}^{\text{ESU}}}          |
| CGS-EMU               | {\displaystyle \nabla \cdot {\vec {E}}^{\text{EMU}}=4\pi c^{2}\rho ^{\text{EMU}}}   | {\displaystyle \nabla \cdot {\vec {B}}^{\text{EMU}}=0} | {\displaystyle \nabla \times {\vec {E}}^{\text{EMU}}=-{\dot {\vec {B}}}^{\text{EMU}}}     | {\displaystyle \nabla \times {\vec {B}}^{\text{EMU}}=4\pi {\vec {J}}^{\text{EMU}}+c^{-2}{\dot {\vec {E}}}^{\text{EMU}}}                |
| CGS-Gaussian          | {\displaystyle \nabla \cdot {\vec {E}}^{\text{G}}=4\pi \rho ^{\text{G}}}            | {\displaystyle \nabla \cdot {\vec {B}}^{\text{G}}=0}   | {\displaystyle \nabla \times {\vec {E}}^{\text{G}}=-c^{-1}{\dot {\vec {B}}}^{\text{G}}}   | {\displaystyle \nabla \times {\vec {B}}^{\text{G}}=4\pi c^{-1}{\vec {J}}^{\text{G}}+c^{-1}{\dot {\vec {E}}}^{\text{G}}}                |
| CGS-Lorentz–Heaviside | {\displaystyle \nabla \cdot {\vec {E}}^{\text{LH}}=\rho ^{\text{LH}}}               | {\displaystyle \nabla \cdot {\vec {B}}^{\text{LH}}=0}  | {\displaystyle \nabla \times {\vec {E}}^{\text{LH}}=-c^{-1}{\dot {\vec {B}}}^{\text{LH}}} | {\displaystyle \nabla \times {\vec {B}}^{\text{LH}}=c^{-1}{\vec {J}}^{\text{LH}}+c^{-1}{\dot {\vec {E}}}^{\text{LH}}}                  |
| SI                    | {\displaystyle \nabla \cdot {\vec {E}}^{\text{SI}}=\rho ^{\text{SI}}/\epsilon _{0}} | {\displaystyle \nabla \cdot {\vec {B}}^{\text{SI}}=0}  | {\displaystyle \nabla \times {\vec {E}}^{\text{SI}}=-{\dot {\vec {B}}}^{\text{SI}}}       | {\displaystyle \nabla \times {\vec {B}}^{\text{SI}}=\mu _{0}{\vec {J}}^{\text{SI}}+\mu _{0}\epsilon _{0}{\dot {\vec {E}}}^{\text{SI}}} |

## Tổng hợp
- Griffiths, David J. (1999). "Appendix C: Units". Introduction to Electrodynamics (3rd ed.). Prentice Hall. ISBN 0-13-805326-X.
- Jackson, John D. (1999). "Appendix on Units and Dimensions". Classical Electrodynamics (3rd ed.). Wiley. ISBN 0-471-30932-X.
- Kent, William (1900). "Electrical Engineering. Standards of Measurement page 1024". The Mechanical Engineer's Pocket-book (5th ed.). Wiley.
- Littlejohn, Robert (Fall 2017). "Gaussian, SI and Other Systems of Units in Electromagnetic Theory" (PDF). Physics 221A, University of California, Berkeley lecture notes. Bản gốc (PDF) lưu trữ ngày 11 tháng 12 năm 2015. Truy cập ngày 15 tháng 12 năm 2017.